# Hacıhamzalar, Koçarlı
Hacıhamzalar là một xã thuộc huyện Koçarlı, tỉnh Aydın, Thổ Nhĩ Kỳ. Dân số thời điểm năm 2010 là 174 người.